# Valery Yardy
Valery Nikolayevich Yardy (em russo:  Валерий Николаевич Ярды; 18 de janeiro de 1948 — 1 de agosto de 1994) foi um ciclista soviético e campeão olímpico.
Representou sua nação em duas edições dos Jogos Olímpicos: Cidade do México 1968 e Munique 1972, nos quais conquistou a medalha de ouro em 1972 na prova de contrarrelógio por equipes (100 km).